# Зубенки (Хорольский район)
Зубенки (укр. Зубенки) — село,
Новачихский сельский совет,
Хорольский район,
Полтавская область,
Украина.
Код КОАТУУ — 5324883803. Население по переписи 2001 года составляло 40 человек.

## Географическое положение
Село Зубенки находится на расстоянии в 0,5 км от сёл Левченки и Остапенки и
в 1-м км от села Новоореховка (Лубенский район).
Рядом проходит железная дорога, станция Новоореховка в 1-м км.

## История
Зубенки образованы после 1945 из поселений Зубенька и Новый Поселок
Село указано на трехверстовке Полтавской области. Военно-топографическая карта.1869 года как хутор Остапенков